# 조제 파그네르 시우바 다 루스
조제 파그네르 시우바 다 루스(포르투갈어: José Fágner Silva da Luz, 1988년 5월 25일 ~ )는 간단히 파그네르로도 불리는 브라질의 축구 선수이다. 현재 폰치 프레타에서 뛰고 있다.

## 클럽 경력
2011년 7월 20일, 파그네르는 K리그의 부산 아이파크로 이적하였다. 3일 후 수원 삼성 블루윙즈와의 경기에서 데뷔전을 치렀고, 두 골을 뽑아내며 4-3 승리를 이끌었다.